# 橋秀文
橋 秀文（はし ひでぶみ、1954年12月 - ）は、日本の美術史、美術批評家。目黒区美術館館長。

## 人物
神戸市生まれ。神奈川県立港北高等学校、立命館大学卒業後、早稲田大学大学院文学研究科博士課程（美術史専攻）でドラクロワ、ジェリコー等を研究。神奈川県立近代美術館(1984年～2023年)を経て、2023年から目黒区美術館館長。専門学芸員として「浜田知明一彫刻による諷刺」（神奈川県立近代美術館別館、2000年）、「佐伯祐三と佐野繁次郎展 パリのエスプリ」（神奈川県立近代美術館葉山、2007年）、「版画と彫刻による哀しみとユーモア 浜田知明の世界展」（神奈川県立近代美術館葉山、2010年）他の展覧会を担当。また同館および他美術館の企画や東海大学、早稲田大学での講座で講師を務める。2008年の「美連協カタログ論文賞」にて「アート・ディレクター北原白秋」が優秀論文賞（美連協展部門）を受賞。

## 共編・監修
- 『現代の日本画4　小倉遊亀』（学習研究社、1991）
- 『巨匠の日本画　安田靫彦 永遠の女性像』編（学習研究社、1994）
- 『ドラクロワとシャセリオーの版画』編著（岩崎美術社、1995）
- 『岩波近代日本の美術　描かれたものがたり 美術と文学の共演』酒井忠康共著（岩波書店、1997）
- 『水彩画の歴史 カラー版』監修・執筆（美術出版社、2001）
- 『世界に誇れる日本の芸術家555』三上豊編（PHP新書、2007）、寄稿
- 『「戦争」が生んだ絵、奪った絵』野見山暁治・窪島誠一郎分担解説（新潮社とんぼの本、2010）

## 受賞
- 美連協カタログ論文賞2008年「優秀論文賞（美連協展部門）」

論文名：「アート・ディレクター北原白秋」（『誌上のユートピア近代日本の絵画と美術雑誌1889-1915』掲載）